# Phyllophaga vulpes
Phyllophaga vulpes är en skalbaggsart som beskrevs av Gilbert John Arrow 1913. Phyllophaga vulpes ingår i släktet Phyllophaga och familjen Melolonthidae. Inga underarter finns listade i Catalogue of Life.